# Bijoy Garg

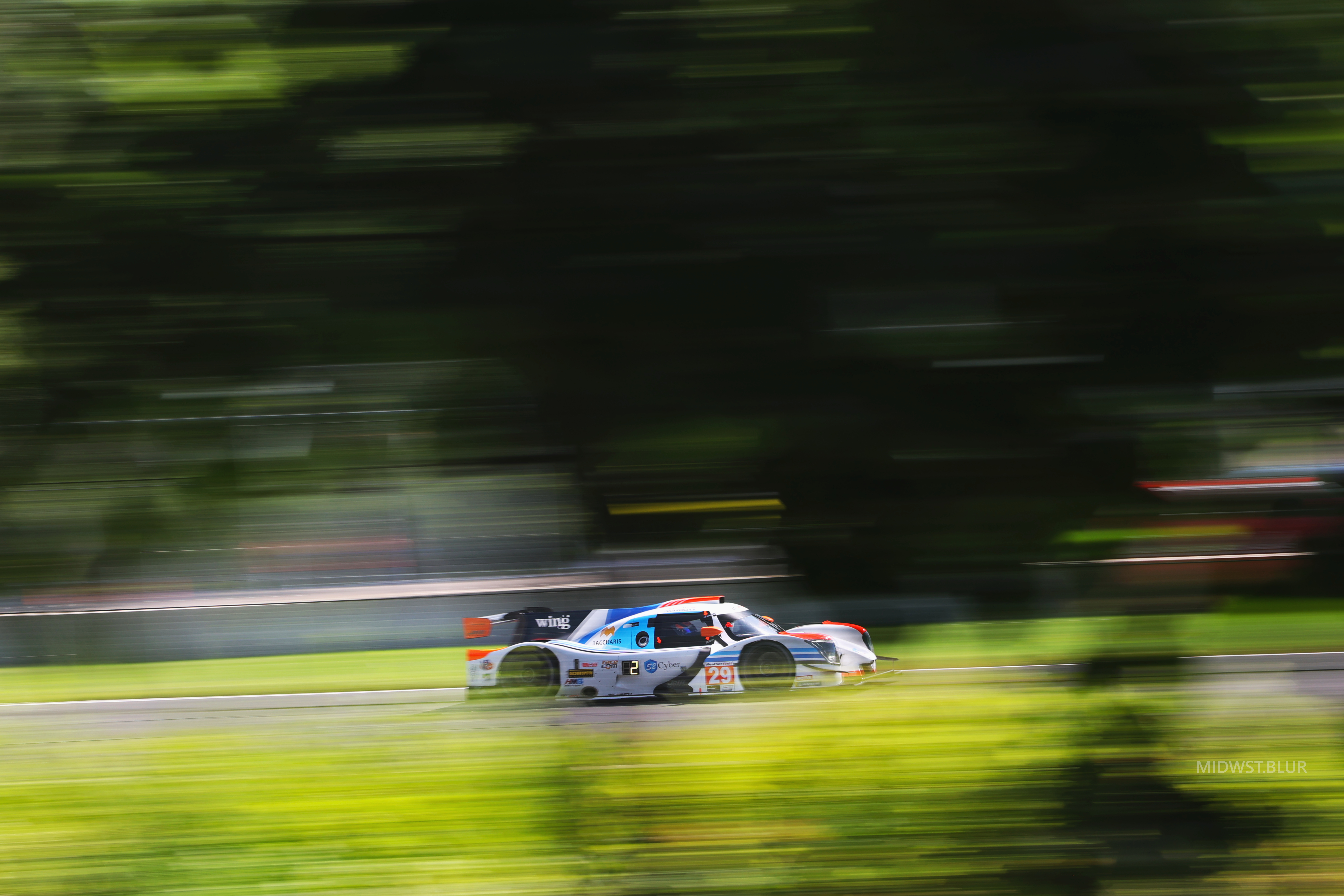
Der von Bijoy Garg beim 2:40-Stunden-Rennen von Road America 2023 gefahrene Ligier JS P320

Bijoy Garg (* 15. Juli 2002 in Stanford) ist ein US-amerikanischer Autorennfahrer.

## Karriere als Rennfahrer
Bijoy Garg begann im Alter von 15 Jahren mit dem Kartsport. Er fuhr in mehreren US-amerikanischen Meisterschaften und wechselte 2020 in den Monopostosport. Er startete 2021 in der US-amerikanischen Formel-4-Meisterschaft und 2022 in der Cooper Tires USF2000 Championship. In den Jahreswertungen erreichte er den achten bzw. neunten Platz.
Ab der Rennsaison 2023 fuhr er Sportwagenrennen und ging in der IMSA WeatherTech SportsCar Championship sowie in der Asian und European Le Mans Series an den Start. Sein Debüt beim 12-Stunden-Rennen von Sebring endete im Oreca 07 von United Autosports mit dem 12. Gesamtrang.

## Statistik

### Le-Mans-Ergebnisse
| Jahr | Team              | Fahrzeug | Teamkollege   | Teamkollege  | Platzierung             | Ausfallgrund |
| ---- | ----------------- | -------- | ------------- | ------------ | ----------------------- | ------------ |
| 2024 | United Autosports | Oreca 07 | Oliver Jarvis | Nolan Siegel | Rang 15 und Klassensieg |              |

### Sebring-Ergebnisse
| Jahr | Team                      | Fahrzeug | Teamkollege   | Teamkollege   | Platzierung             | Ausfallgrund |
| ---- | ------------------------- | -------- | ------------- | ------------- | ----------------------- | ------------ |
| 2024 | United Autosports USA     | Oreca 07 | Paul di Resta | Dan Goldburg  | Rang 12                 |              |
| 2025 | Inter Europol Competition | Oreca 07 | Tom Dillmann  | Jeremy Clarke | Rang 11 und Klassensieg |              |

### Einzelergebnisse in der FIA-Langstrecken-Weltmeisterschaft
| Saison | Team              | Rennwagen | 1   | 2   | 3   | 4   | 5   | 6   | 7   | 8   |
| ------ | ----------------- | --------- | --- | --- | --- | --- | --- | --- | --- | --- |
| 2024   | United Autosports | Oreca 07  | KAT | IMO | SPA | LEM | SAO | AUS | FUJ | BAH |
| 2024   | United Autosports | Oreca 07  | 15  |     |     |     |     |     |     |     |